# リニア中央新幹線・JR複線電化推進亀山市民会議
リニア中央新幹線・JR複線電化推進亀山市民会議（リニアちゅうおうしんかんせん・ジェイアールふくせんでんかすいしんかめやましみんかいぎ）とは、三重県亀山市において、在来線の複線化・電化やリニア中央新幹線の市内誘致・早期実現などを求めて活動を行っている官・民一体の組織である。

## 概要
「リニア中央新幹線・JR複線電化推進亀山市民会議」は1967年に「国鉄複線電化推進亀山市民会議」として発足した。その後、中央新幹線の実現の可能性が高まったことで、市内への途中駅誘致活動も活発化している。また、2011年7月8日に亀山市文化会館で開かれた総会において、「リニア中央新幹線・JR複線電化推進亀山市民会議」副会長を務める亀山商工会議所の長田幸夫会頭は、東京-名古屋間が先行開業するという計画を受け、「名古屋までの部分開業ではなく、大阪までの早期全線開業と市内への駅誘致に向け、働きかけを強めたい」という主張を述べ、全線の早期開業を求めた。また、2018年7月24日に開催された「平成30年度リニア中央新幹線・ＪＲ複線電化推進亀山市民会議の総会」でも誘致を原案通りに継続する姿勢を示した。
このような活動に後押しされ、亀山市ではリニア中央新幹線の途中駅を整備する経費に充てるため、総額20億円を目標として1996年度から毎年5,000万円、2008・2009年度には5,000万円増額して1億円を「リニア中央新幹線亀山駅整備基金」として積み立てている。2015年（平成27年）度末時点で基金残高は15億5090万円であり、2021年には20億円を目標としている。

## 略歴
「国鉄複線電化推進亀山市民会議」として発足した当時から現在までの略歴を記す。
- 1967年 「国鉄複線電化推進亀山市民会議」として発足
- 1992年 リニア中央新幹線の早期実現と市内停車駅誘致を目的に加える
- 1994年 「リニア中央エクスプレス・JR複線電化推進亀山市民会議」に名称を変更
- 2009年 「リニア中央新幹線・JR複線電化推進亀山市民会議」に名称を再度変更